# Hotter than Hell (Album)
Hotter than Hell ist das zweite beim Label Casablanca Records erschienene Studioalbum der US-amerikanischen Hard-Rock-Band Kiss. Es erschien im Oktober 1974, wurde von Kenny Kerner und Richard Wise produziert und in den Village Recorder Studios in Los Angeles aufgenommen. Das Album verkaufte sich in den USA über 500.000 Mal und erhielt dort eine Goldene Schallplatte. In Deutschland wurde Hotter Than Hell im März 1975 veröffentlicht.

## Entstehung
Nachdem für das erste Album zum Teil frühere Demos verwendet wurden, besteht Hotter than Hell fast komplett aus neuen Stücken. Besonders das Titelstück und Let Me Go, Rock ’n’ Roll gehören noch heute zu den Klassikern der Band. Ace Frehley hatte kurz vor den Aufnahmen der Coverfotos einen Autounfall und konnte sein Gesicht wegen der Verletzungen nur etwa zur Hälfte schminken. Das restliche Make-up wurde nachträglich im Fotolabor hinzugefügt. Peter Criss wollte bei dem Stück Strange Ways ein Schlagzeugsolo einbauen. Der Rest der Band war allerdings dagegen und Criss drohte daraufhin, Kiss zu verlassen, entschied sich dann jedoch, zu bleiben.

## Titelliste
1. Got to Choose (Stanley)
2. Parasite (Frehley)
3. Goin’ Blind (Simmons/Coronel)
4. Hotter Than Hell (Stanley)
5. Let Me Go, Rock ’n’ Roll (Simmons/Stanley)
6. All the Way (Simmons)
7. Watchin’ You (Simmons)
8. Mainline (Stanley)
9. Comin’ Home (Stanley/Frehley)
10. Strange Ways (Frehley)

## Chartplatzierungen
In den USA kam das Album bis Platz 100 und hielt sich 15 Wochen in den Billboard 200. Es verkaufte sich dort über 500.000 Mal und es wurde eine Goldene Schallplatte vergeben. Schätzungen zufolge hat sich Hotter than Hell in Deutschland 90.000 Mal verkauft.